# Laredo, Guanajuato
Laredo är en ort i Mexiko.   Den ligger i kommunen Abasolo och delstaten Guanajuato, i den centrala delen av landet, 270 km väster om huvudstaden Mexico City. Laredo ligger 1 725 meter över havet och antalet invånare är 143.
Terrängen runt Laredo är platt norrut, men söderut är den kuperad. Runt Laredo är det ganska tätbefolkat, med 120 invånare per kvadratkilometer. Närmaste större samhälle är Abasolo, 7,1 km väster om Laredo. Trakten runt Laredo består till största delen av jordbruksmark.